# Электрофил
Электрофил (от др.-греч. ἤλεκτρον — «янтарь» + др.-греч.  φιλέω  — «любить», дословно «любящий электроны») — реагент или молекула, имеющая свободную орбиталь на внешнем электронном уровне. Как правило такие реагенты являются акцепторами пары электронов при образовании химической связи с нуклеофилом, являющимся донором электронной пары и вытесняет уходящую группу в виде положительно заряженной частицы. Все электрофилы являются кислотами Льюиса.
Электрофилы проявляют свойства электронодефицитных реагентов, стремящихся к заполнению вакантной орбитали электронами.  К электрофилам относятся положительно заряженные ионы — катионы (самый простой пример протон H+, карбокатионы, NO2+), электронодефицитные нейтральные молекулы — SO3, а также молекулы с сильнополяризованной связью (HCOO-Br+).
Реакции, протекающие с участием электрофилов:
- Реакции электрофильного замещения SE
- Реакции электрофильного присоединения AdE

## Примеры
Реакции электрофильного присоединения AdE
Характерны для углеводородов с ненасыщенными связями — алкенам, диенам, алкинам. Наиболее распространённой реакцией AdE является присоединение галогенов к кратной связи. Галогены выступают в роли электрофилов. Механизм присоединения рассмотрен на примере образования 1,2-дибромэтана, в результате взаимодействия этилена с бромом по реакции:
{\displaystyle {\mathsf {CH_{2}=CH_{2}+Br_{2}\rightarrow CH_{2}Br-CH_{2}Br}}}.
Присоединение брома по кратной связи включает 3 стадии:
1. Образование π-комплекса
Молекула Br2 выступающая в роли электрофила взаимодействует с электронодонорной молекулой алкена, в результате образуется нестабильный интермедиат (промежуточное соединение) — π-комплекс. Стадия протекает быстро.
2. Образование циклического бромониевого иона
На этой стадии происходит преобразование π-комплекса в циклический бромониевый ион. В процессе образования этого циклического катиона происходит гетеролитический разрыв связи Br-Br и пустая р-орбиталь sp2-гибридизованного атома углерода перекрывается с р-орбиталью "неподелённой пары" электронов атома галогена, образуя циклический ион бромония.
3. Нуклеофильная атака бромид-иона
На последней, третьей стадии анион брома как нуклеофильный агент атакует один из атомов углерода бромониевого иона. Нуклеофильная атака бромид-иона приводит к раскрытию трехчленного цикла и образованию вицинального дибромида (от лат. vic — рядом). Эту стадию формально можно рассматривать как нуклеофильное замещение SN2 у атома углерода, где уходящей группой является катион брома Br+ .

Данный механизм относится к реакции бимолекулярного электрофильного присоединения AdE2
Присоединение галогеноводородов
Другой важной реакций электрофильного присоединения к ненасыщенным углеводородам является давно известное гидрогалогенирование.

### Гидратация
В одной из наиболее сложных реакций гидратации алкенов (в данном примере — этилена) в качестве катализатора используется концентрированная серная кислота: (с массовой  долей не менее 97 %). Эта реакция протекает аналогично реакции присоединения, но имеет дополнительную стадию, при которой гидросульфатная группа OSO3H- заменяется гидроксильной группой OH-, образуя молекулу спирта:
{\displaystyle {\mathsf {CH_{2}=CH_{2}+H_{2}O{\xrightarrow[{}]{H_{2}SO_{4}(97-98\%),80-85^{o}C,1-1,5MPa}}CH_{3}-CH_{2}-OH}}}.
Как можно видеть, серная кислота {\displaystyle {\ce {H2SO4}}} действительно принимает участие в общей реакции, однако она регенерирует в ходе реакции (концентрация остаётся неизменной), поэтому её в данном процессе классифицируют как катализатор.
Механизм реакции гидратации на примере синтеза этанола:
1. Молекула H–OSO3H имеет частично положительный заряд δ+ на исходном атоме H. Такой водород Hδ+ притягивается к двойной связи (π-комплекс) этилена и вступает в реакцию с ней таким же образом, как и в остальных реакциях электрофильного присоединения, с образованием карбокатиона (σ-комплекс). Образование карбокатиона очень медленная (скоростьлимитирующая) стадия реакции AdE.
2. Образовавшийся (отрицательно заряженный) гидросульфат ион −OSO3H затем присоединяется к карбокатиону, образуя этилсульфат (верхний путь на приведённой выше схеме). Данная стадия быстрая, протекает как SN2.
3. При добавлении молекул воды (H2O) и нагревании смеси образуется этанол (C2H5OH). «Запасной» атом водорода из воды идёт на «замещение» «потерянного» водорода у серной кислоты и, таким образом, регенерирует молекулы серной кислоты. Возможен и другой путь, по которому молекула воды напрямую соединяется с промежуточным карбокатионом (низший путь). Данный путь является преобладающим при использовании водного раствора серной кислоты.

Присоединение молекул воды к алкенам, которые имеют несимметричное строение, протекает по правилу Марковникова.

## Шкала электрофильности
| Индекс электрофильности                               |      |
| Фтор                                                  | 3.86 |
| Хлор                                                  | 3.67 |
| Бром                                                  | 3.40 |
| Йод                                                   | 3.09 |
| Гипохлорит ион                                        | 2.52 |
| Диоксид серы                                          | 2.01 |
| Сероуглерод                                           | 1.64 |
| Бензол                                                | 1.45 |
| Натрий                                                | 0.88 |
| Некоторые выбранные значения (величина безразмерная). |      |

Существуют несколько методов для ранжирования электрофилов в порядке их реактивности. Один из них это омега индекс — ω или индекс электрофильности, изобретённый американским физикохимиком Робертом Парром. Омега индекс определяется как: 
{\displaystyle \omega ={\frac {\chi ^{2}}{2\eta }}\,}
отношение квадрата {\displaystyle \chi ^{2}\,} электроотрицательности, к так называемой {\displaystyle \eta \,} химической твёрдости. Это отношение соответствует уравнению нахождения электрической мощности:
{\displaystyle P={\frac {V^{2}}{R}}\,}
где {\displaystyle R\,} это электрическое сопротивление и {\displaystyle V\,} — напряжение. В этом смысле индекс электрофильности является своего рода мощностью того или иного электрофильного реагента. Индекс электрофильности величина безразмерная.

Индекс электрофильности также существует для свободных радикалов.

## Электрофилы как канцерогены
Негативные проявления связанные с канцерогенами, возникают вследствие наличия у последних электрофильных свойств, они легко взаимодействуют с нуклеофильными группами азотистых оснований (NH2-группы), входящих в состав нуклеиновых кислот, в частности ДНК, образуя с ней ковалентно связанные (зачастую прочно) ДНК-аддукты. Особенно это свойство выражено у генотоксических канцерогенов.